# Nuoto artistico ai campionati europei di nuoto 2020 - Duo misto (programma libero)
La competizione di duo misto programma libero di nuoto artistico ai Campionati europei di nuoto 2020 si è svolta il 14 maggio 2021 presso la Duna Aréna di Budapest in Ungheria. In totale si sono contese il podio 4 coppie miste di atleti.

## Medaglie
| Posizione | Atleta                             | Paese  |
| --------- | ---------------------------------- | ------ |
| Oro       | Olesya Platonova Aleksandr Mal'cev | Russia |
| Argento   | Emma García Pau Ribes              | Spagna |
| Bronzo    | Isotta Sportelli Nicolò Ogliari    | Italia |

## Risultati
La finale ha avuto inizio alle 10:10 (Ora locale UTC+1).
| Pos.    | Atleti     | Nazione                            | Punti      | Punti       | Punti    | Punti   |
| Pos.    | Atleti     | Nazione                            | Esecuzione | Impressione | Elementi | Totale  |
| ------- | ---------- | ---------------------------------- | ---------- | ----------- | -------- | ------- |
| Oro     | Russia     | Olesia Platonova Aleksandr Mal'cev | 28,3000    | 37,7333     | 27,9000  | 93,9333 |
| Argento | Spagna     | Emma García Pau Ribes              | 25,1000    | 35,3333     | 26,1000  | 86,5333 |
| Bronzo  | Italia     | Isotta Sportelli Nicolò Ogliari    | 24,3000    | 33.4667     | 24,100   | 81,8667 |
| 4       | Slovacchia | Silvia Solymosyová Jozef Solymosy  | 22,2000    | 31,4667     | 22,5000  | 76,1667 |